# Doradidae
Doradidae  es una familia zoológica de pez gatos, los armados.  Es endémica de Sudamérica, primariamente de Brasil, Perú, Argentina, Uruguay, Paraguay, Guyana. 

## Taxonomía
En 2017, hay 33 géneros y 94 especies en la familia. Wertheimeria  es considerado el taxon hermano de todos los otros dorádidos.  Esta familia es monofítica  y contiene las  subfamilias Platydoradinae, Doradinae, y Astrodoradinae, aunque sus  relaciones están mayormente irresolutas.  Las Astrodoradinae contienen los géneros Amblydoras, Anadoras, Astrodoras, Hypodoras, Merodoras, Physopyxis, y Scorpiodoras.

## Distribución
Se hallan en las cuencas de Sudamérica, y  ausentes de los ríos que desembocan en el Pacífico y en la desembocadura del río de La Plata.,  el 70% de sus especies están en la cuenca del Amazonas; del Orinoco, con  22 especies y segundo en riqueza de especies.  Solo dos especies se describen en las cuencas brasileñas de costas esteñas: Wertheimeria maculata del Jequitinhonha y del Pardo;  y Kalyptodoras bahiensis del Paraguazú.

## Apariencia y anatomía
Estos dorádidos se reconocen fácilmente por una bien desarrollada protección nucal, que precede a la aleta dorsal y fuertes osificaciones en la línea lateral que forma espinas córneas afiladas. Y típicamente tienen tres pares de barbas (no barbas nasales),  una aleta adiposa,  y 4–6 rayas en la aleta dorsal con espinas en la aleta anterior (primera). Estos peces producen sonidos, por mover su aleta pectoral  o vibrando sus branquias. Sus tamaños van de 35 mm SL  en Physopyxis lyra a 1200 mm 
FL y 20 kg  en Oxydoras niger.